# Rachel Corrie

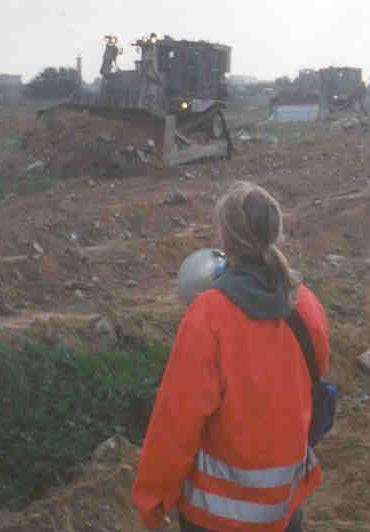
Rachel Corrie

Rachel Corrie (n. 10 aprilie 1979, Olympia, Washington, SUA – d. 16 martie 2003, Rafah, Palestina) a fost o membră americană a organizației pro-palestiniene „International Solidarity Movement” (ISM). Ca activistă a acestei organizații, ea s-a infiltrat ilicit în Gaza în timpul tulburărilor numite Intifada Al-Aksa. A murit în timp ce încerca să oprească - ca „scut uman” - un buldozer Caterpillar D9 al Forțelor Armate Israeliene (Țahal), care făcea lucrări de defrișare tactică în lungul graniței cu Egiptul, pe „Calea Philadelphia” din Rafah. Această fâșie de teren,  care conținea sute de tuneluri pentru contrabandă (armament, rachete iraniene, stupefiante, „carne albă” din răsăritul Europei pentru bordelurile din Gaza și din Israel, teroriști din Hamas care au detonat obiective turistice în Sinai - hotelul din Tabba etc.) care conectau partea palestiniană din Rafah cu cea egipteană fusese declarată de către armata israeliană drept „zonă de lupte cu acces interzis”. 
Circumstanțele morții lui Corrie au rămas disputate. Purtătorii de cuvânt ai ISM afirmă că șoferul unui buldozer militar israelian a trecut peste ea în mod intenționat de două ori, în timp ce Corrie încerca să oprească demolarea unei clădiri civile. Raportul oficial al comisiei de anchetă israeliene a indicat însă că buldozerul nu a fost implicat într-o demolare, ci în defrișarea zonei de tuneluri de contrabandă; șoferul nu a putut să o vadă pe activista care s-a plasat în spatele dâmbului de nisip excavat; Corrie și-a periclitat viața în mod ilegal și iresponsabil în încercarea de a stingheri operațiunile militare efectuate pentru a descoperi și distruge tunelurile folosite de către Hamas pentru contrabandă și sabotaj.

## Date biografice
Rachel a crescut în Olympia, Washington, fiica lui Craig Corrie, agent de asigurări și, Cindy Corrie, cântăreață amatoare de flaut. A absolvit liceul "Capital High School" din Washington, iar apoi a urmat Colegiul "Evergreen State College" (TESC). A activat ca membră în cadrul „Mișcării Olympia pentru Pace și Dreptate" și după absolvire a aderat la ISM. A călătorit în Orientul Mijlociu, implicându-se în mai multe demonstrații organizate de ISM în Rafah. 

### Activitatea lui Corrie în Gaza
Pe 18 ianuarie 2003, Corrie s-a infiltrat în Fâșia Gaza, unde a urmat un instructaj de „rezistență non-violentă” și s-a implicat ca „scut uman” în acțiuni contra armatei israeliene. În același an, în februarie și martie, conform declarațiilor unor membri ISM și e-mail-urilor trimise de Corrie familiei, a luat parte la o demonstrație împotriva războiului din Irak și a politicii președintelui George W. Bush, unde a ars steagul SUA.
În e-mail-urile trimise familie sale, Corrie a descris evenimentele la care a fost martoră. Pe 14 martie, 2003 într-un interviu acordat unei rețele arabe de televiziune din Orientul Mijlociu ea afirma: 
„Mă simt ca și cum aș fi martoră la distrugerea sistematică a abilității unui popor de a supraviețui ... Uneori iau masa cu unii oameni, iar apoi îmi dau seama că suntem înconjurați de o imensă mașinărie militară, care încearcă să-i distrugă pe acești oameni, cu care eu tocmai iau masa.”—Rachel Corrie

## Responsabilitatea pentru moartea lui Corrie

### Operațiunile cu buldozer

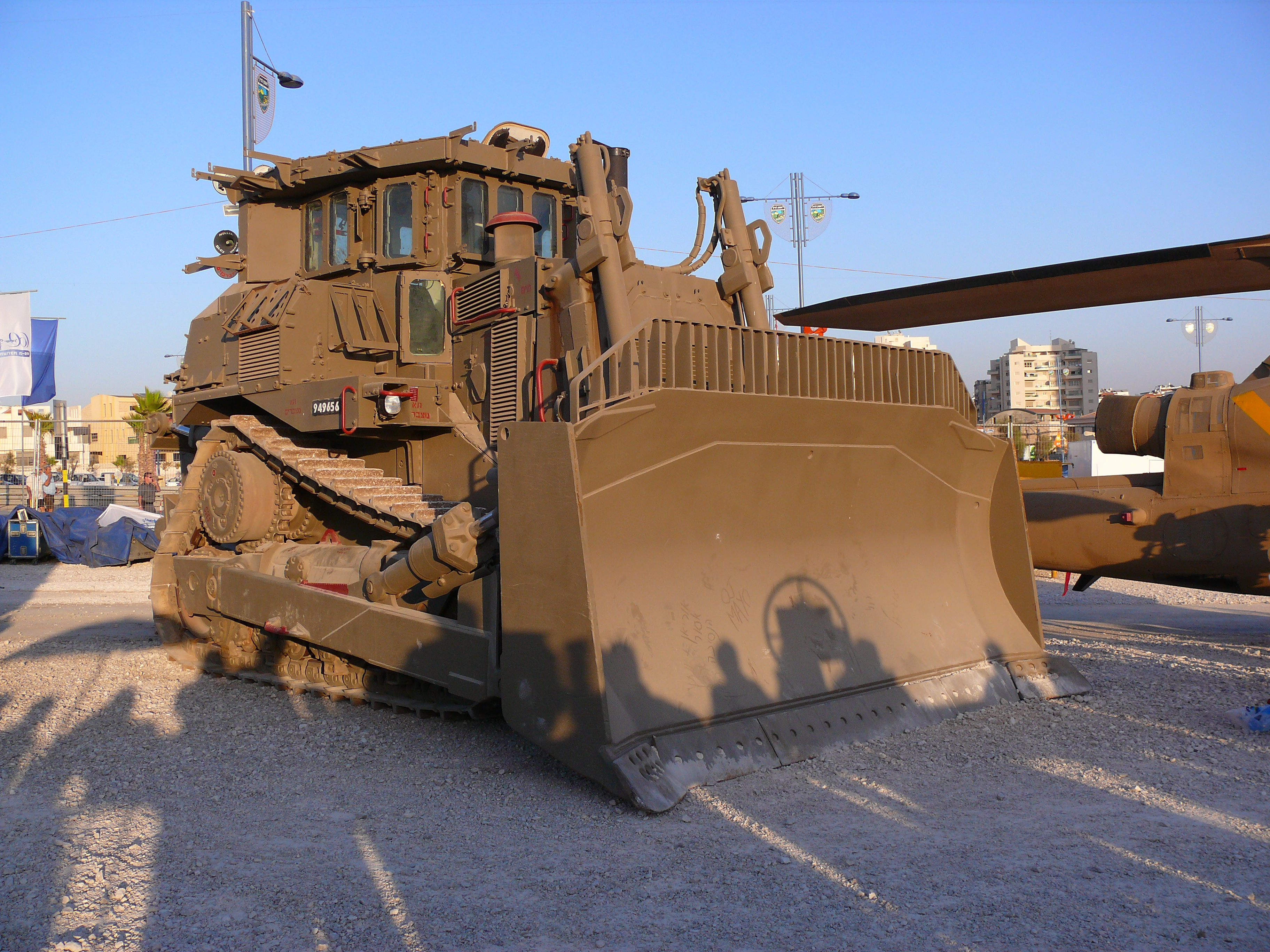
Buldozer blindat «Caterpillar D9R» folosit de Ţahal

Armata israeliană a folosit buldozere blindate pentru a demola clădiri din Rafah, aflate în zona de securitate în lungul graniței cu Egiptul („Calea Philadelphia). Pentru camuflaj, tunelurile de contrabandă (armament, rachete iraniene, stupefiante, „carne albă” din răsăritul Europei pentru bordelurile din Gaza și din Israel, teroriști din Hamas în drum spre acte de sabotaj - au atacat adesea obiective turistice în Sinaiul egiptean - etc.) porneau din magazii și camere de locuit ale caselor particulare din vecinătatea graniței și erau protectate de grupări coordonate de Hamas și înarmate cu arme automate, arme cu lunetă, aruncătoare de mine, rachete, mine-capcană, etc. ISM asigura limitarea activității militare israeliene de distrugere a tunelurilor cu ajutorul unor tineri - erau preferați cetățenii americani, canadieni, britanici, francezi - introduși ilicit pentru a folosi drept „scuturi umane”.
Conform declarațiilor purtătorilor de cuvânt ai ISM, palestinienii care refuzau să își părăsească casele sau care nu erau observați de militarii israelieni au fost uciși în urma operațiunilor de demolare, iar soldații israelieni au fost uneori împușcați de palestinieni aflați în clădirile în curs de demolare. Criticile unor organizații non-guvernamentale israeliene (B'Tselem) privind demolarea caselor și presupusa ucidere a celor ce nu le părăsesc au vizat faptul că măsura era o pedeapsă colectivă , în timp ce oficialitățile israeliene le considerau o măsură legitimă și esențială de autoapărare.
Pe 16 martie 2003 Corrie făcea parte dintr-un grup de șapte activiști ai ISM (trei britanici și patru americani) care urmau să blocheze acțiunile de demolare cu buldozere. Israelienii afirmă că buldozerele primiseră ordin să defrișeze zona tunelurilor de moloz și tufișuri unde se ascundeau luptătorii Hamas și nu demolarea caselor.

#### Declarațiile martorilor oculari

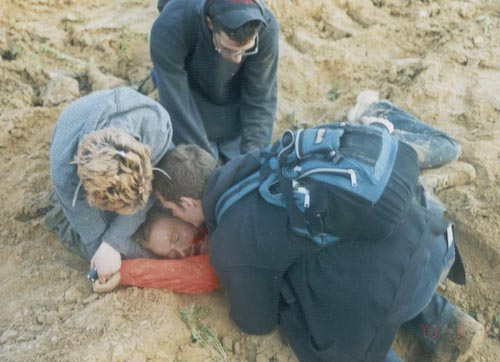
Corrie imediat după incident

Joe Carr, membru ISM din Kansas City, Missouri, care s-a infiltrat în Israel cu acte false, pe numele de „Joseph Smith” pe perioada petrecută în teritoriile Administrației Autonome Palestiniene declară:
(Între orele 13:00 și 13:30 membrii ISM) „...Au observat că două buldozere israeliene și un tanc au intrat pe proprietățile civile palestiniene aflate în apropierea graniței și au început distrugerea terenurilor fermiere și a altor structuri deja afectate. Mașina militară a pus de mai multe ori în pericol casele din vecinătate, de aceea 3 activiști s-au urcat pe acoperișul unei case și au strigat după alții să vină și ei. (...Între 13:30 și 14:00...) Am sosit și eu, iar unul dintre activiștii de pe casă a coborât și mi s-a alăturat la sol ... Am înercat să oprim activitatea buldozerelor (...) În acest moment, Rachel și ceilalți doi membri ni s-au alăturat (...) Rachel și un activist britanic purtau jachete portocalii fluorescente cu dungi reflectorizante (...Între 14:00 și 15:00...) Rachel și alți doi activiști au intervenit în activitatea celui de-al doilea buldozer care încerca să distrugă plantele care mai rămăseseră acolo unde odată fusese o fermă. Ei stăteau în calea sa și deși de câteva ori s-a apropiat foarte mult de ei și chiar a mișcat nisipul pe care se aflau, de fiecare dată buldozerul s-a oprit fără a-i răni ... (...Între 15:00 și 16:00...) un buldozer l-a împins pe Will, un activist american, pe un gard de sârmă ghimpată. Din fericire buldozerul s-a oprit și s-a retras imediat, evitând să îl rănească, dar pentru a-l scoate de acolo a trebuit să îl extragem din moloz și sârma ghimpată. Tancul s-a apropiat pentru a vedea dacă este totul OK. Un soldat și-a scos capul afară din tanc pentru a vedea și arăta destul de șocat și uluit, dar nu a spus nimic ... (...Între 16:45 și 17:00...) buldozerul cu numărul serial 949623 a început să acționeze în apropierea casei unui fizician, care ne era prieten (...) Rachel s-a așezat pe traseul aflat în calea buldozerului (...) El a continuat să mergă drept spre Rachel. Când a ajuns așa de aproape încât practic mișca pământul de sub ea Rachel a pășit pe mormanul de nisip excavat împins de buldozer și s-a urcat într-atât de sus încât ajunsese la linia de vedere cu cabina buldozerului (în engleză : eye-level with the cab of the bulldozer)... Cu toate acestea el a continuat să înainteze, ceea ce a dus la prinderea picioarelor ei în nisipul excavat și tragerea ei în josul câmpului de vedere al șoferului... Am fugit spre el cu toții, am făcut semne cu mâinile și am strigat, un activist folosea megafonul. Dar (el) a continuat înainte, până când Rachel a ajuns sub porțiunea centrală a buldozerului ... În pofida  poziției ei evidente, buldozerul a început acum să meargă înapoi fără a-și ridica lama și a tras (sic) lama din nou peste corpul ei. El a continuat să meargă înapoi până a ajuns la ... circa 100 de metri depărtare, lăsând corpul ei strivit în nisip. Trei activiști au alergat spre ea și au început să îi acorde primul ajutor medical ... Ea a mai spus doar "Spatele îmi este rupt!" ..." 
Joe Carr a mai declarat: 
"Rachel a avut două opțiuni. Când buldozerul a început să sape, nisipul s-a deplasat, iar ea ar fi putut să sară rapid lateral sau să cadă în spate pentru a evita să fie lovită. Dar Rachel s-a aplecat în față, încercînd să se urce pe mormanul de nisip. Mișcarea buldozerului a tras-o înapoi, iar șoferul nu a mai putut-o vedea. Apoi el a mers înapoi, fără a ridica lama, iar ea era sub lamă."
Membrul ISM Tom Dale stătea la câțiva metri de Corrie. El a declarat jurnalistului Joshua Hammer, reporter din Ierusalim al publicației „Newsweek” 
„Buldozerul a ridicat pământul care era înaintea ei. Lama sa săpa ușor în pământ. Ea a început să se urce. Pământul era împins pe picioarele ei. A încercat să se cațere în vârful grămezii de pământ, pentru a nu fi strivită. S-a cățărat până când umerii ei au ajuns deasupra lamei buldozerului. Stătea pe această grămadă de pământ. Cum buldozerul a continuat cursa, ea și-a pierdut reazămul de sub picioare și a căzut cu mormanul de pământ. Apoi pare că piciorul ei a fost prins sub lamă. Era neajutorată, lipită de pământ și arăta panicată, pământul venind peste ea. Buldozerul și-a continuat cursa, astfel că locul unde a căzut ea a ajuns direct sub cabina șoferului. Cred că ajunsese între șenile. Totul (incidentul) a durat aproximativ șase sau șapte secunde,”

## Cine poartă vina?
Circumstanțele morții lui Corrie au rămas disputate. 
- ISM afirmă că șoferul buldozerului a trecut peste ea în mod intenționat de două ori, în timp ce Corrie încerca să oprească demolarea unei clădiri civile.
- Raportul oficial al comisiei de anchetă israeliană a indicat următorii factori drept responsabili pentru moartea lui Corrie:
- Șoferul buldozerului nu a văzut-o pe Corrie, ascunsă de dâmbul rezultat din excavație
- Buldozerul nu a fost implicat într-o demolare, ci doar în defrișarea zonei de tuneluri.
- Corrie s-a amestecat în operațiunile de securitate efectuate pentru a descoperi tuneluri folosite de către Hamas și alte grupări, tuneluri folosite pentru contrabandă și sabotaj (print-un acest fel de tunel a fost răpit ulterior de Hamas soldatul israelian

Gilad Shalit la 25 iunie 2006).

Principalele puncte de dispută sunt: 
- șoferul buldozerului a văzut-o pe Corrie?
- ea a a murit după ce a fost lovită de lamă sau pământ, sau a fost strivită sub șenilele sau lama buldozerului?
Probele fotografice nu sunt foarte clare. Fotografiile făcute de ISM au fost publicate pe site-ul lor (inclusiv imaginea din dreapta, făcută cu câteva ore înaintea morții lui Corrie), fiind reluate de diverse agenții de știri. Reprezentanții armatei israeliane au afirmat că modelul respectiv de buldozer are o vizibilitate restrânsă, ceea ce a făcut ca șoferul să nu o vadă pe Corrie. Rămân însă declarațiile martorilor care au declarat că ea fusese ridicată de lamă până la nivelul cabinei șoferului, ceea ce făcea imposibil ca șoferul să nu o fi văzut. 
Totodată prevederile armatei israeliene specifică și faptul că buldozerul ar fi trebuit dirijat de soldați aflați în apropiere. Comandantul militar israelian al Fâșiei Gaza a declarat într-un interviu dat unui canal de televiziune israelian, că în ziua morții lui Corrie soldații israelieni - care au fost atacați cu focuri de arme - au trebuit să stea în vehicolele blindate și nu au putut dirija vehiculul, sau au fost angajați în conflict cu alți activiști ISM din zonă și nu au fost prezenți la locul incidentului. Activiștii ISM au declarat însă că la momentul respectiv nici un soldat nu se ocupa de ei.

### Raportul guvernului israelian
Guvernul israelian a promis o „investigație amănunțită și transparentă”. Autopsia inițială a fost efectuată la Centrul Național de Medicină Legală din Tel Aviv. Jerusalem Post, citând un purtător de cuvânt al armatei israeliene, a declarat pe 26 iunie 2003 că de fapt buldozerul nu ar fi trecut peste Corrie, iar șoferul nu ar fi văzut-o:
„Șoferul nu a văzut-o pe Corrie. Ea se situase în spatele valului de săpătură care obstrucționa calea vizuală a șoferului, care dispunea de un câmp vizual foarte limitat, datorită vizoarelor mici ale blindajului cabinei buldozerului militar.”
„Șoferul și comandanții săi, interogați foarte intens și indelungat, folosindu-se poligraful și probe video au susținut că nu au știut că Corrie se afla în calea tractorului. Autopsia a dat drept cauză a morții molozul care a acoperito și nu buldozerul care ar fi trecut fizic peste ea."
„Mișcarea de Solidaritate Internațională - de care aparținea Corrie - este direct responsabilă pentru comportamente și conduite ilegale și iresponsabile în zonă, acțiunile lor provocând în mod direct această tragedie."
Raportul armatei israeliene, văzut de The Guardian, afirma că de fapt Corrie a fost: „strivită pe când stătea în spatele unei movile de pământ care fusese creată de un vehicul care opera în zonă, ea fiind ascunsă de câmpul vizual al operatorului vehicolului care și-a continuat munca. Corrie a fost strivită de pământ și bucăți de beton care i-au provocat moartea.".
Raportul israelian afirma, de asemenea, că de fapt armata nu ar fi demolat nimic, ci doar căuta explozibili plasați în zona respectivă. Casa în dispută a fost dărâmată în cadrul unor operațiuni ulterioare ale armatei israeliene (pentru camuflare, tunelurile de contrbandă erau accesate din camerele locuințelor civile și pașnice din preajma graniței cu Egiptul). Până la acel moment familia Nasrallah se mutase într-o altă casă. Casa este reconstruită acum parțial, cu ajutorul fondurilor venite de la Alianța Reconstrucției.
Israelul a distribuit copii ale raportului intitulat „Moartea lui Rachel Corrie" membrilor Congresului SUA în aprilie 2003, iar familia lui Corrie a publicat în iunie 2003 documentul conform Gannett News Service.  În martie 2004, familia a declarat că documentul publicat este doar o porțiune a raportului final și că doar doi membri ai ambasadei SUA din Tel Aviv au văzut raportul integral. Familia a fost invitată să analizeze raportul la consulatul Israelului din San Francisco. 
ISM a respins acest document pe motivele că se află în contradicție cu declarațiilor martorilor oculari, activiști ai ISM, iar investigația nu a fost efectuată într-un mod transparent, cum se afirmase inițial.

## Reacții
Moartea lui Corrie a iscat controverse și a fost mediatizată intens pe plan internațional pentru că era americancă și - mai ales - pentru natura politizată a conflictului în sine, ca un instrument propagandistic important (vezi «Intifada Electronică» ) în cadrul îndelungatului conflict arabo-israelian. Căpitanul Yaakov Dallal, purtător de cuvânt al armatei israeliene, a descris moartea lui Corrie drept un „accident regretabil", calificând-o atât pe ea cât și pe membrii Mișcării Internaționale pentru Solidaritate drept „un grup de protestatari care s-au comportat foarte iresponsabil, punând pe toată lumea în pericol — pe palestinieni, pe ei înșiși și forțele noastre."
Newsletterul Universității Maryland a preluat acest punct de vedere, publicând un desen care se referea la „stupiditatea” lui Corrie de a sta în fața buldozerului. Ca răspuns au fost organizate o serie de proteste ale organizațiilor pro-palestiniene în fața biroului publicației.
Organizația Amnesty International a solicitat efectuarea unei anchete independente asupra cazului, directorul pentru Orientul Mijlociu al organizației, Christine Bustany, afirmând că „buldozerele fabricate în SUA au fost înarmate, iar transferul lor în Israel trebuie să înceteze." Congressmanul Brian Baird a propus în Congresul Statelor Unite ale Americii proiectul de rezoluție 111 din 25 martie 2003 care solicita guvernul SUA „să efectueze o investigație completă, cinstită și rapidă" asupra morții lui Corrie. Camera Reprezentanților a respins această rezoluție.  Familia lui Corrie s-a alăturat lui Baird în solicitarea de a se efectua o investigație în acest caz.  Baird, deși reales în 2004 și apoi în 2006, nu a mai reintrodus rezoluția.
Human Rights Watch, pe o pagină de web dedicată mai multor „persoane străine ucise în zonă de armata israeliană”, a pus la îndoială calitatea investigației, afirmând că propriile sale discuții cu persoanele implicate în incident„ (exclusiv activiști pro-palestinieni) ridică semne de întrebare serioase asupra imparțialității și profesionalismului investigației israeliene asupra morții lui Corrie."
Au existat afirmații că moartea ei ar fi fost mediatizată intens întrucât era americană. The Observer relata faptul că în aceeași perioadă au murit și mai mulți palestinieni, a căror moarte nu a fost la fel de mediatizată. Același articol descria scena în care rudele și persoanele îndoliate s-au adunat pentru a o comemora pe Corrie în locul în care fusese ucisă. 
„Nisipul gol era acum acoperit de moloz și rămășițe ale caselor pe care ea nu a reușit să oprească a fi dărâmate. Pe măsură ce serviciul memorial se efectua, armata israeliană și-a trimis propriul reprezentant. Un tanc a apărut între persoanele îndoliate și a început să împrăștie gaz lacrimogen. S-a inițiat atunci un joc bizar de-a șoarecele și pisica, pe măsură ce „activiștii păcii” au înconjurat tancul și aruncau cu flori pe el, iar soldații israelieni aflați în interiorul tancului amenințau să treacă peste ei.”—The Observer
Cântărețul irlandez Christy Moore și-a dedicat albumul din 2005, intitulat "Burning Times", memoriei lui Rachel Corrie.
În iunie 2010, la o încercare de a străpunge blocada instaurată de Egipt și Israel asupra Fâșiei Gaza, în flotila de vase care a participat la acțiune a fost și un vas al organizației „Campania de Solidaritate Irlandezo Palestiniană” (în engleză Ireland Palestine Solidarity Campaign-IPSC) redenumit cu această ocazie „MV Rachel Corrie” 

### My Name is Rachel Corrie

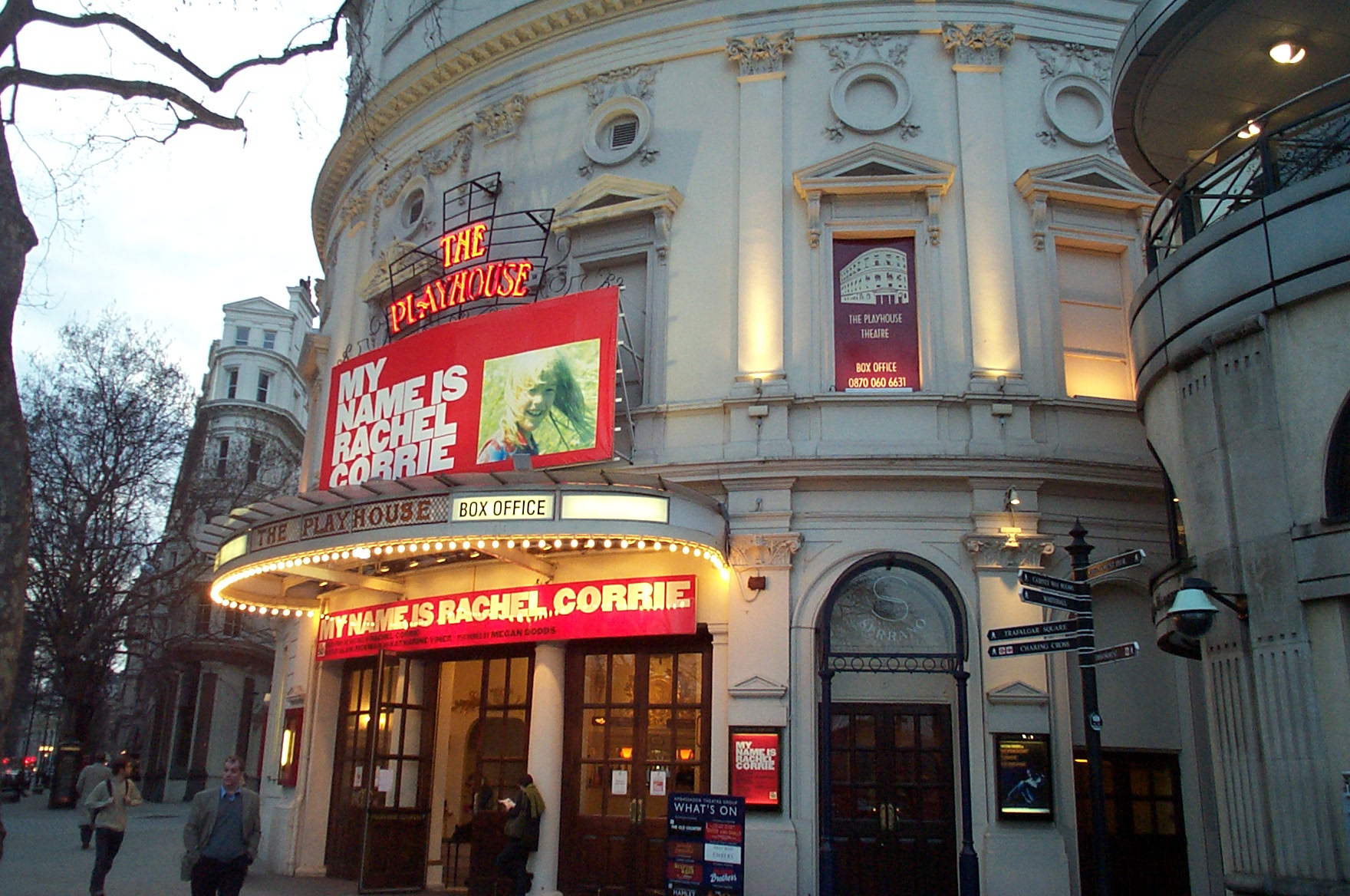
Numele meu este Rachel Corrie la Playhouse Theatre, Londra, 2006.

My Name is Rachel Corrie (în română Numele meu este Rachel Corrie), o piesă compusă pe baza jurnalului și e-mailurilor lui Corrie din Gaza și regizată de actorul britanic Alan Rickman, a fost jucată la Londra la începutul anului 2005, iar ulterior din nou în octombrie același an. Piesa a fost premiată în cadrul Theatregoers' Choice Awards pentru cea mai bună regie, cea mai bună piesă nouă și cea mai bună actriță, Megan Dodds].

Programată inițial a fi jucată în martie 2006 la New York Theatre Workshop, în cele din urmă teatrul american a refuzat acceptarea piesei. Producătorii Rickman și Viner au protestat contra deciziei și au retras piesa: 
„Aceasta este cenzură născută din frică, iar teatrul din New York ...și audiența din New York - noi toți suntem cei ce pierdem.”
Respingerea piesei a provocat reacții intense în cadrul cercurilor locale de stânga și musulmane, ducând, în cele din urmă la jucarea piesei pe 15 octombrie 2006, la Minetta Lane Theatre din New York.
Piesa a fost refuzată și în Canada :

## Litigii
Părinții lui Rachel Corrie s-au adresat justiției israeliene pentru intentarea unui proces contra statului israelian.  În august 2012 un tribunal regional din Haifa a decis că moartea lui Rachel Corrie a fost un accident. Părinții lui Rachel intenționează să facă apel la Curtea Supremă din Israel.

### Video
- Interviu al lui Rachel Corrie în Gaza
- Documentar Rachel Corrie: În zona morții